# خوسيه مانويل رويدا
خوسيه مانويل رويدا (بالإسبانية: José Manuel Rueda)‏ (30 يناير 1988 بليناريس في إسبانيا - ) هو لاعب كرة قدم إسباني في مركز الوسط. شارك مع منتخب إسبانيا تحت 16 سنة لكرة القدم. أما مع النوادي، فقد لعب مع بونفيرادينا ونادي أومونيا ونادي المغرب التطواني ونادي برشلونة ب ونادي برشلونة ونادي خيريث.

## وصلات خارجية
- خوسيه مانويل رويدا على موقع قاعدة بيانات كرة القدم.إي يو (الإنجليزية)
- خوسيه مانويل رويدا على موقع Soccerway.com (الإنجليزية)
- خوسيه مانويل رويدا على موقع AS.com (الإسبانية)